# Đông Florida
Đông Florida (tiếng Tây Ban Nha: Florida Oriental) là thuộc địa của Vương quốc Anh từ 1763 đến 1783 và là một tỉnh Florida thuộc Tây Ban Nha từ 1783 đến 1821. Bao gồm bán đảo Florida, Đông Florida được thành lập như một thuộc địa của chính quyền thực dân Anh vào năm 1763, với thủ đô tại St. Augustine, từng là thủ đô của Tây Ban Nha La Florida.
Anh và Pháp ở Tây Ban Nha từ chiến tranh Pháp và người da đỏ (Chiến tranh Bảy Năm) sau khi chiến thắng của Tây Florida. Do các lãnh thổ mới của họ ở phía tây nam quá lớn để có thể quản lý đơn lẻ, Anh quyết định chia sông Apalachicola thành hai thuộc địa. Đông Florida bao gồm hầu hết Tây Florida.
Anh nhượng cả Florida cho Tây Ban Nha trong Cách mạng Mỹ. Tây Ban Nha coi đây là thuộc địa độc lập, nhưng cơ quan chính của Tây Florida đã dần bị Hoa Kỳ chiếm đóng từ năm 1810 đến 1813. Tây Ban Nha đã ký kết phần còn lại của Đông Florida và Tây Florida cho Hoa Kỳ sau khi ký Hiệp ước Adams–Onís năm 1819. Năm 1822, Hoa Kỳ tổ chức lại thành một đơn vị duy nhất là Lãnh thổ Florida.

## Thống đốc

### Danh sách các thống đốc Đông Florida
| Tên                                   | Nhiệm kỳ                                  | Ghi chú                              |
| ------------------------------------- | ----------------------------------------- | ------------------------------------ |
| John Hedges                           | 20 tháng 7 năm 1763 – 30 tháng 7 năm 1763 | thủ đô St. Augustine (tạm thời)      |
| Francis Ogilvie                       | 30 tháng 7 năm 1763 – 29 tháng 8 năm 1764 | tạm thời                             |
| James Grant                           | 29 tháng 8 năm 1764 – 9 tháng 5 năm 1771  | Được coi là thống đốc đầu tiên.      |
| John Moultrie                         | 9 tháng 5 năm 1771 – 1 tháng 3 năm 1774   |                                      |
| Patrick Tonyn                         | 1 tháng 3 năm 1774 – 12 tháng 7 năm 1784  |                                      |
| Vicente Manuel de Céspedes y Velasco  | 12 tháng 7 năm 1784 – tháng 7 năm 1790    | thủ đô là St. Augustine              |
| Juan Nepomuceno de Quesada y Barnuevo | tháng 7 năm 1790 – tháng 3 năm 1796       |                                      |
| Bartolomé Morales                     | tháng 3 năm 1796 – tháng 6 năm 1796       | tạm thời                             |
| Enrique White                         | tháng 6 năm 1796 – tháng 3 năm 1811       |                                      |
| Juan José de Estrada                  | tháng 3 năm 1811 – tháng 6 năm 1812       | Chiến tranh yêu nước với Hoa Kỳ      |
| Sebastián Kindelán y Oregón           | tháng 6 năm 1812 – tháng 6 năm 1815       | Chiến tranh yêu nước với Hoa Kỳ      |
| Juan José de Estrada                  | tháng 6 năm 1815 – tháng 1 năm 1816       |                                      |
| José María Coppinger                  | tháng 1 năm 1816 – 10 tháng 7 năm 1821    | Cuộc chiến tranh đầu tiên với Hoa Kỳ |